# Gare de Várhegyalja
La gare de Várhegyalja (en hongrois : Várhegyalja vasútállomás) est une halte ferroviaire hongroise, située à Neszmély.